# Evangelos Maheras
Evangelos Maheras (* 1918; † 13. November 2015) war ein griechischer Jurist, Rektor der Universität Athen, Politiker und Präsident des Weltfriedensrates.

## Leben
Maheras erlangte nach dem Besuch der Volksschule und einer weiterführenden Bildungseinrichtung seine Hochschulreife. Danach studierte er Rechtswissenschaften. Mit dem dabei erlangten Diplom wurde er Rechtsanwalt. Nach einigen Jahren wurde er zum Präsidenten der Anwaltskammer von Athen gewählt. An der Athener Universität übte er die Stellung eines Rektors aus.
Maheros engagierte sich frühzeitig in der Friedensbewegung, insbesondere für das Projekt einer atomwaffenfreien Zone in Europa. Im Juni 1983 schlug er seinem Nachfolger im Rektorenamt Stathopoulos vor, eine unabhängige Kommission zur Erinnerung an den Atombombenabwurf der USA auf Hiroshima zu gründen. Daraus entwickelte sich eine Bewegung von Künstlern, Intellektuellen und Akademikern, die einen „Akropolis-Appell für Frieden, Leben und Zivilisation“ aussandten, damit sich Athen und andere Regionen weltweit zur atomwaffenfreien Zone erklären.
1990 löste Maheras Romesh Chandra als Präsident des Weltfriedensrates ab, wurde seinerseits 1993 von Albertina Sisulu abgelöst und ist seither Ehrenpräsident.
Bei einem internationalen Treffen von Rechtsexperten 1992 in Genf gehörte Maheras zu den 100 Unterzeichnern einer Erklärung zu UN-Sanktionen gegen Libyen.
Im August 2001 gehörte Maheras zu den neunzehn prominenten Persönlichkeiten Griechenlands, bestehend aus allen politischen Parteien, die in einem internationalen Aufruf gegen die „Neue Weltordnung“ (New World Order) protestierten. Darin verlangten sie auch die Freilassung von Slobodan Milošević.
Im Jahre 2011 kritisierte Maheras als Ehrenpräsident des Weltfriedensrates die Bestrebungen einer mit US-amerikanischen Stiftungen zusammenarbeitenden Personengruppe, welche die europäische Geschichte umzuschreiben gedenkt. Als Generalsekretär des griechischen Nationalrates zur Klärung der deutschen Schulden gegenüber Griechenland kritisierte er die Haltung der eigenen Regierung, die sich bis heute weigert, die Einlösung deutscher Verbindlichkeiten einzufordern. Dagegen behauptet die deutsche Regierung, solche Verbindlichkeiten seien „weder aufgelistet noch bezahlt worden.“ Er formulierte einen Appell an die griechische Regierung, diese deutschen Verbindlichkeiten unverzüglich einzufordern.